# Balthasar Beschey

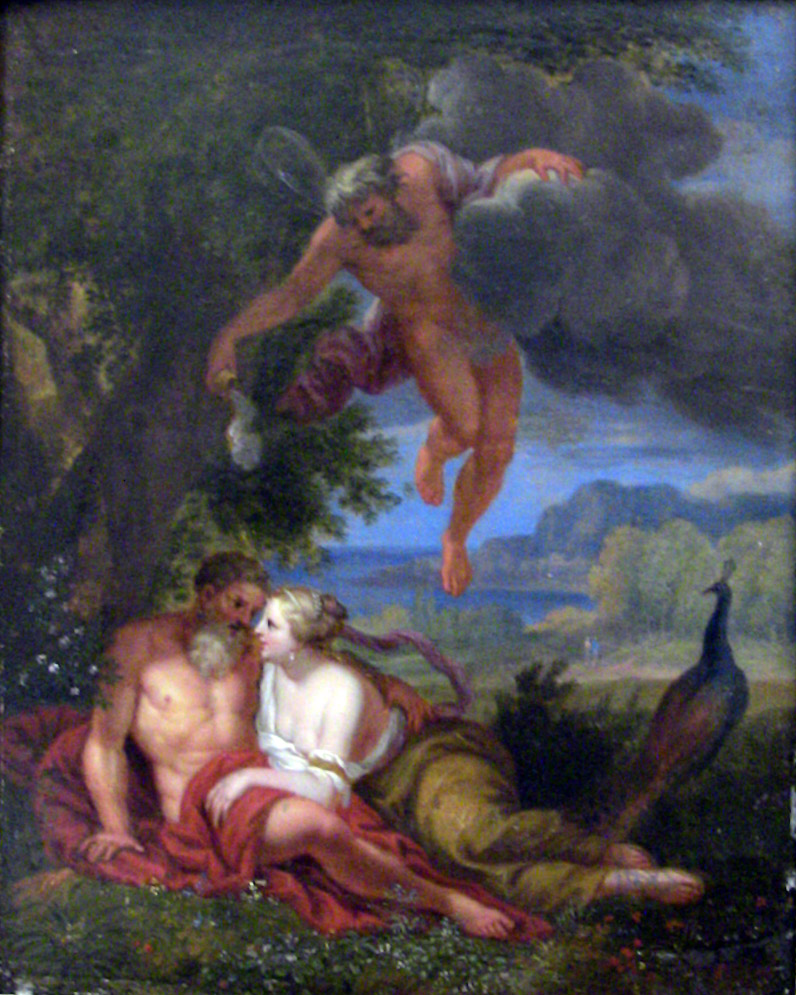
Balthazar Beschey. Hypnos dând un somnifer lui Jupiter si Juno, Muzeul de Arte Frumoase din Rouen

Balthasar Beschey (sau Besschey,) (născut la Antwerp (Anvers), Belgia, în 1708 - decedat 1776) a fost un pictor belgian. El a studiat sub îndrumarea lui Pieter Strick, un pictor fără importanță, dar a imitat stilurile lui Van Balen sau De Craeyer. În 1753 a fost numit cetățean de onoare în Ghilda Sf. Luca, iar doi ani mai târziu a devenit unul din cele șase directori ai Academiei din Anvers. În anul următor a fost ales decan al ghilei artiștilor St. Luca. A murit în 1776, la Anvers, în timp ce deținea postul de profesor al Academiei din acel oraș. A pictat peisaje la începutul carierei sale artistice, pentru ca mai pe apoi să se limiteaze la teme din istoria sacră și portrete. În aceste ultime două ramuri ale picturii anterior menționate el este bine reprezentat. Lucrările sale afișează un gust pentru armonie și sunt în cea mai mare parte executate cu atenție, dar care parcă încă așteaptă o delicatețe în colorare. Următoarele lucrări pot fi menționate:
- Muzeul din Antwerp:
  - Iosif vândut de frații săi (semnat și datat 1744).
  - Joseph vicerege al Egiptului (semnat și datat 1744).
  - Autoportret (semnat— prezentat de el însuși Academiei din St. Luke în 1763).
  - Portretul lui Martin Joseph Geeraerts.
- Muzeul Luvru, Paris:
  - Familie de flămânzi (semnat și datat 1721).
- Schitul din Petersburg:
  - Cele cinci simțuri. O alegorie.  semnat B. BESCHEIJ, datat 1733.
  - Cele cinci simțuri. O alegorie.  B. BESCHEIJ.

A rămas scris că Beschey a avut un fiu care a fost un pictor, dar aceasta este o greșeală. El a avut, cu toate acestea, trei frați mai mici care au urmat profesia sa, sub îndrumarea lui, și un frate mai mare, care a fost un elev al lui Hendrick Goovaert. Acesta din urmă s-a numit Carel Beschey, care s-a născut la Anvers în 1706. Apoi, după Balthasar, a venit Jacob Andreas Beschey, născut la Anvers în 1710, care încă mai trăia în 1773. De asemenea, el a fost  decan al Ghildei Sf. Luca. Următorul s-a născut Joseph Hendrik Beschey, în 1714 la Anvers și, în sfârșit, Jan François Beschey, care s-a născut în 1717, tot la Anvers, acesta s-a autodenumit comerciant de picturi, și a devenit sărbătorit pentru copiile pe care le-a făcut după lucrări de Peter Paul Rubens, Anthony Van Dyck, David Teniers cel Tânăr, Adam Pijnacker, Frederik de Moucheron și alți mari maeștri. Acesta a fost decan al Ghildei Sf. Luca în 1767.
1. ↑  Balthasar Beschey, Allgemeines Künstlerlexikon Online
2. ↑  Balthasar Beschey, Autoritatea BnF
3. ↑  RKDartists, accesat în 23 august 2017
4. ↑  Balthasar Beschey (în engleză), Beschey, Balthasar[*]
5. ↑  Union List of Artist Names, 20 decembrie 2017, accesat în 21 mai 2021